# Vach
vach（ヴァーチ）は、男女二人による日本のJ-POP音楽ユニット。2000年に結成、2001年にインディーズ・デビュー。2005年に活動休止、2011年に再活動した。

## 概略
ギターの櫻康の制作呼びかけに、ボーカルの細野友子が応え2000年に結成、2001年にミニアルバム『PRESENCE'D'』でデビュー。2005年にレコード会社が休眠・事実上の活動停止。楽曲の版権関係をクリアして2011年に再活動された。

## メンバー
- 細野友子（ほその ともこ、5月10日 - ） - ボーカル、作詞、作曲、コーラス・アレンジ
  - 岐阜県岐阜市出身。岐阜県立岐阜第一女子高等学校卒業、東京コミュニケーションアーツ専門学校ボーカル科。
- 櫻康（さくら やすし、1962年2月25日 - ） - ギター、作曲、編曲
  - 東京都中野区出身。武蔵野音楽学院プロ養成科卒業。

## 略歴
2000年
- 音楽スクール在学中の細野に、担当講師であった櫻が制作の呼びかけを行い結成。ユニット名vachは細野が考案。ユニットでは細野が「vach tomo」、櫻が「vach yasu」と呼称される。

2001年
- 櫻の友人、松村和朗が独立系レコード会社と出版社を設立、vachとデビューCD『PRESENCE'D'』を共同制作、発売。関係者のみの公開ライブが行われる。

2002年
- 第二弾CD『BlueEyes』を発売。プロモーション・ビデオ 『BlueEyes』 を公開。

2003年-2005年
- 『vach mix01』他DJと櫻によるvachの楽曲をリミックスしたコンピレーション・アルバム。
- 制作は完了したが未発売。一定期間ウェブサイト上でサンプル音源が視聴可能であった。

2008年
- 都内による営業活動の開始。
- 営業内容は個人の結婚式でのパフォーマンス、クラブなど飲食店での演奏活動。

2011年 -
- 制作活動を再開。

## エピソード
- 結成当初、細野は脱退予定のハードロックバンドに所属、狭いスタジオでの大音響のバンド練習が祟って声帯ポリープを発病、入院。その枕元に櫻が楽曲サンプルCDを置いた。それを聴き入院中に書かれた歌詞が「春が来る頃」で、それがvachの誕生である[1]。
- 細野はお肉が苦手、たまに人に合わせて牛丼屋に付き合うと「肉抜きネギだく」を注文する。

## ディスコグラフィ

### アルバム
PRESENCE'D'（2001年、CD+ ） - ASCB:3923SM-001
1. 風にのって　作詞：tomo、作曲・編曲：yasu
2. Free Enough to Fly　 作詞：tomo、作曲・編曲：yasu
3. しあわせのうた　作詞・作曲・編曲：tomo
4. 春が来る頃　作詞：tomo、作曲・編曲：yasu
5. Precius Time　作詞：tomo、作曲・編曲：yasu
6. SORAE　作詞：tomo、作曲・編曲：yasu

※CD EXTRAコンテンツ付録
Blue Eyes （2002年、CD+ ） - ASCB:4023SM-002
1. イントロダクション9.11　作曲・編曲：yasu
2. blue eyes　作詞：tomo、作曲・編曲：yasu
3. くりかえす愛　作詞：tomo、作曲・編曲：yasu
4. 金華山スキッド
5. 暗い週末（金華山）　作詞：tomo、作曲・編曲：yasu
6. Best Friend　作詞：tomo、作曲・編曲：yasu
7. 大切なもの　作詞：tomo、作曲・編曲：yasu
8. Always　作詞：tomo、作曲・編曲：yasu

※CD EXTRA 『blue eyes』プロモーション・ビデオ・コンテンツ付録

### その他
- vach mix01（2003-2005年）
  - 制作完了するもレコード会社倒産の理由により未発表、未発売。

### 映像作品
- Blue Eyes プロモーションビデオ – VHS、WEB動画
- Free Enough to Fly プロモーションビデオ - 未発表